# Ruta Tula

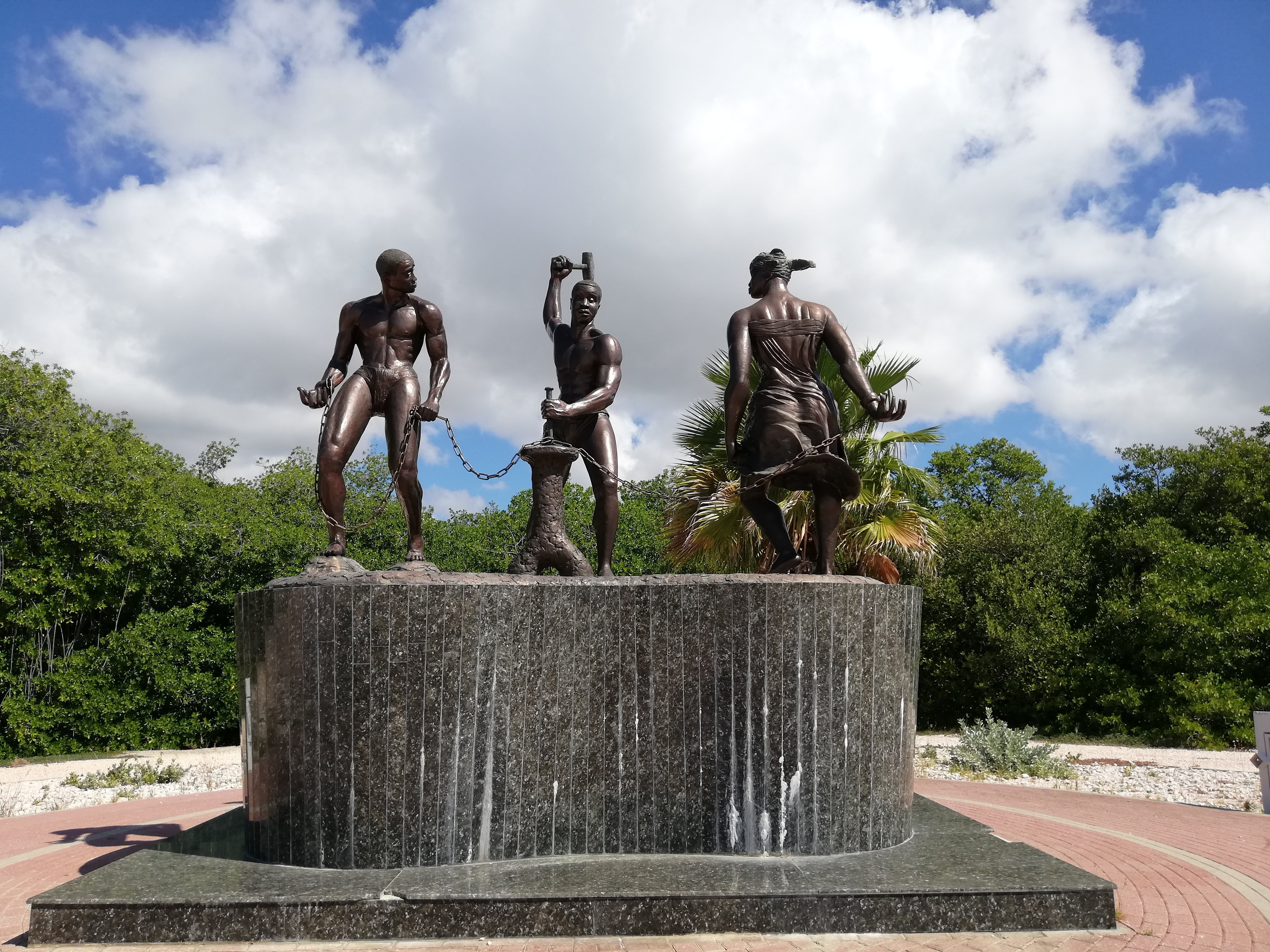
Herdenkingsmonument in het Park van de Vrijheidsstrijd

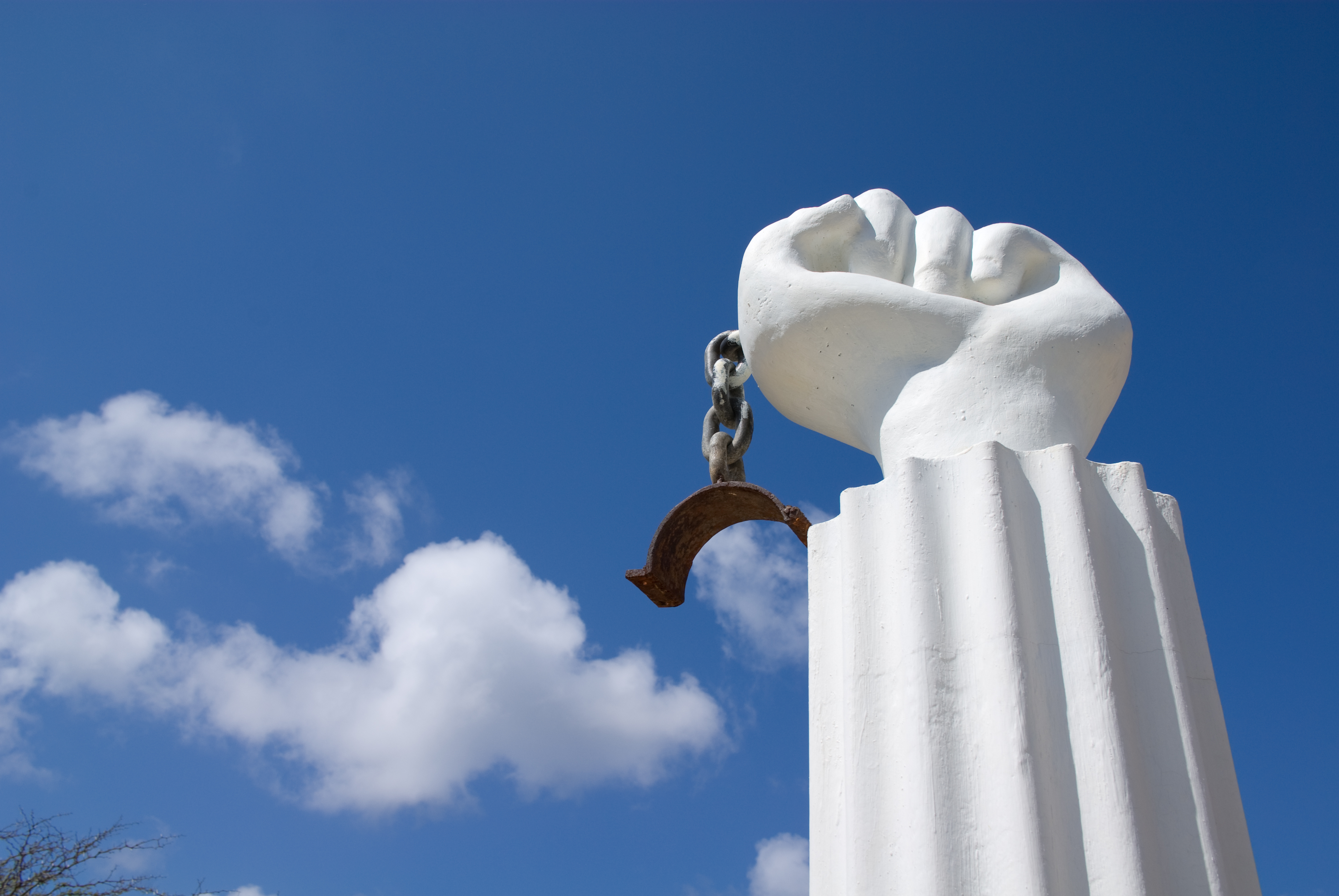
Een van de zeven monumenten ter nagedachtenis aan de opstand

De Ruta (di) Tula is een tocht die sinds 1998 jaarlijks rond 17 augustus wordt georganiseerd op Curaçao.
In 1985 is 17 augustus op Curaçao uitgeroepen tot de Dia di lucha pa libertat (Dag van de Vrijheidsstrijd). In hetzelfde jaar werd het Parke di Lucha pa Libertat (Park van de Vrijheidsstrijd) geopend, waar sinds 1998 het herdenkingsmonument Desenkadená (Ontketend) staat, ontworpen door Nel Simon.
De Ruta Tula start bij Landhuis Kenepa (Plantage Knip), waar Tula leefde als slaafgemaakte en waar hij de slavenopstand begon. Sinds 2007 is hier het Tula Museum gevestigd. Naast het verhaal over Tula kan men er meer te weten komen over de Afro-Curaçaose culturele erfenis, waaronder de slavernijgeschiedenis en het verzet hiertegen. Van het landhuis loopt de tocht langs de belangrijkste plaatsen waar de slavenopstand van 1795 plaatsvond onder aanvoering van Tula. Op een aantal plekken wordt de geschiedenis nagespeeld door acteurs.
In 2009 werden zeven nieuwe monumenten opgericht, die het spoor van het verzet van 1795 aangeven: zeven witte pilaren met een vuist die een gebroken keten vasthoudt, bij het Landhuis Kenepa, Santa Cruz, Porto Marie, Rif Sint Marie, Seri Neger en Savonet.
In 2022 was voor de eerste maal een delegatie van de Tweede Kamer aanwezig tijdens de herdenking.

## Herdenkingen in Nederland
In 2020 werd door de Tilburgse belangenvereniging Antaru (Antillen en Aruba) een "Ruta Tula di Tilburg" georganiseerd, ter herdenking van de opstand 225 jaar geleden, die van het Wilhelminapark naar het Vrijheidspark liep.